# Perissomastix ruwenzorica
Perissomastix ruwenzorica är en fjärilsart som beskrevs av László Anthony Gozmány och Lajos Vári. Perissomastix ruwenzorica ingår i släktet Perissomastix och familjen äkta malar. Inga underarter finns listade i Catalogue of Life.